# Zoneamento Ecológico-Econômico de Roraima
O Zoneamento Ecológico-Econômico (ZEE) é um instrumento de planejamento técnico e político que organiza o uso e ocupação do território de forma compatível com a preservação e uso sustentável dos recursos naturais. 
No âmbito do ZEE, são realizados diagnósticos, análises técnicas e projeções de cenários futuros para identificar regiões com características semelhantes e estabelecer zonas que indiquem vocações e necessidades de investimento. Dessa forma, o ZEE visa subsidiar a formulação de políticas públicas, o planejamento de investimentos e o licenciamento ambiental de atividades e empreendimentos de maneira coerente com os objetivos de desenvolvimento sustentável.
O ZEE-RR desempenha um papel fundamental no planejamento abrangente do uso e ocupação do território. Levando em consideração áreas de produção, preservação, conservação, urbanização, rural, terras indígenas, faixas de fronteira, áreas privadas e áreas militares, o ZEE-RR busca conciliar o desenvolvimento econômico com a sustentabilidade ambiental, a redução da pobreza, a promoção da diversidade cultural e a proteção da biodiversidade.
Para concluir o ZEE-RR, o Governo de Roraima, por meio da Secretaria de Estado do Planejamento e Desenvolvimento e do Centro de Geotecnologia, Cartografia e Planejamento Territorial, firmou uma parceria com o Instituto Piatam, um instituto de inteligência socioambiental estratégica da Amazônia. Essa parceria tem como objetivo finalizar o processo de Zoneamento Ecológico-Econômico do Estado de Roraima, permitindo um planejamento mais eficiente, uma gestão integrada do território e o desenvolvimento sustentável do estado.

## Distribuição de Terras em Roraima
Segundo especialistas, o Estado de Roraima tem uma vasta extensão de áreas destinadas à conservação. Atualmente, essas áreas ocupam 67,4% do território estadual. Isso significa que apenas 32,5% do Estado é reservado para atividades produtivas. No entanto, mesmo dentro dessa porção disponível para uso, existem áreas especiais de preservação, como áreas de preservação permanente, uso restrito e reserva legal. 
| Descrição                                        | Área em Hectare | % do território |
| ------------------------------------------------ | --------------- | --------------- |
| Terras Indígenas                                 | 10.368.551,54   | 46,23%          |
| Área Militar                                     | 280.290,29      | 1,25%           |
| Projetos de Assentamento                         | 1.270.166,67    | 5,66%           |
| Unidades de Conservação Federal                  | 1.915.827,27    | 8,54%           |
| Unidades de Conservação Estadual Recategorizadas | 2.647.043,18    | 11,80%          |
| Áreas Inalienáveis da União                      | 361.252,08      | 1,61%           |
| Área Remanescente                                | 5.587.143,65    | 24,91%          |
| TOTAL                                            | 22.430.274,67   | 100,00%         |

## Constituição do ZEE-RR
O ZEE-RR é constituído por 13 (treze) mapas temáticos e 01 (um) Mapa de Gestão Territorial (Zonificação), que contém informações compatíveis à escala de dados de 1:250.000, elaborados em consonância com a metodologia definida no Decreto Federal nº 4.297, de 10 de julho de 2002 e nas diretrizes do Macrozoneamento da Amazônia, Decreto Federal nº 7.378, de 1º de dezembro de 2010. Parágrafo Único. O Mapa de Gestão Territorial (Zonificação) é resultado dos estudos de vulnerabilidade natural à perda de solos, aptidão agrícola, potencialidade social e mineral e vegetação.
O Estado de Roraima seguiu os procedimentos legais para envolver a população na elaboração do Zoneamento Ecológico-Econômico (ZEE). Durante o período de 2017 a 2022, foram realizadas reuniões nas terras indígenas, consultas públicas nos 15 municípios de Roraima e uma audiência pública em Boa Vista, a capital do Estado. Essas atividades foram conduzidas pela Coordenação do ZEE, em conformidade com as diretrizes estabelecidas.
No ano de 2021, foram realizadas consultas públicas presenciais em todos os 15 municípios de Roraima, bem como consultas online. Durante esses eventos, foram coletadas informações, propostas e sugestões da população, que foram incorporadas à proposta final do ZEE-RR. Em 23 de junho de 2022, o processo de participação popular foi concluído com a realização de uma Audiência Pública sobre o ZEE-RR na Assembleia Legislativa de Roraima (ALE-RR), em Boa Vista.
Em seguida, em 20 de julho de 2022, o projeto de lei do ZEE-RR foi aprovado em uma Sessão Extraordinária da ALE, realizada no município de Rorainópolis. E em 02 de agosto, a Lei Complementar nº 323, que estabelece a criação do ZEE-RR, foi sancionada pelo Governador Antonio Oliverio Garcia de Almeida.

### Linha do Tempo
- 2017-2022: Realização de reuniões nas terras indígenas, consultas públicas nos 15 municípios de Roraima e uma audiência pública em Boa Vista para a elaboração do ZEE, seguindo os protocolos legais e coordenado pela Coordenação do ZEE.
- 2021: Consultas públicas presenciais nos 15 municípios de Roraima e consultas online.
- 23 de junho de 2022: Audiência Pública do ZEE-RR na Assembleia Legislativa de Roraima (ALE-RR), em Boa Vista, marca a conclusão do processo de participação popular.
- 20 de julho de 2022: Aprovação do projeto de Lei do ZEE-RR em uma Sessão Extraordinária da ALE, realizada em Rorainópolis.
- 02 de agosto de 2022: Sanção pelo Governador Antonio Oliverio Garcia de Almeida da Lei Complementar nº 323, que estabelece a criação do ZEE-RR.

## Zonificação
Para a implementação do ZEE-RR (Zoneamento Ecológico-Econômico de Roraima), foram estabelecidas três unidades principais de gestão e planejamento territorial, denominadas Zonas, sendo elas: 
1. Uso Produtivo
2. Uso Especial 
3. Áreas Urbanas e Periurbanas 
Cada uma das zonas tem suas respectivas subdivisões, denominadas Subzonas. 
| Identificação | Descrição/Nome        | Sigla | Área (ha)       | (%)  |
| ------------- | --------------------- | ----- | --------------- | ---- |
| Zona 1        | Zona de Uso Produtivo | ZUP   | 7.297.969,9173  | 32,5 |
| Zona 2        | Zona de Uso Especial  | ZUE   | 15.109.847,5070 | 67,4 |
| Zona 3        | Zona Urbana           | ZU    | 22.430,2476     | 0,1  |
| Total         | -                     | -     | 22.430.247,67   | 100  |

## Zona de Uso Produtivo (ZUP)
A Zona de Uso Produtivo é uma área designada pelo Estado para atividades produtivas, excluindo terras indígenas e unidades de conservação com uso sustentável e são consideradas áreas de interesse econômico para o estado.
Nessa zona, há diferentes níveis de ocupação e vulnerabilidade ambiental, detalhadas mais adiantes nas subzonas, das quais devem seguir diretrizes que estimulem o desenvolvimento de atividades primárias em áreas já impactadas pela intervenção humana, adotando práticas adequadas de manejo dos recursos naturais.

### Subzona 1.1

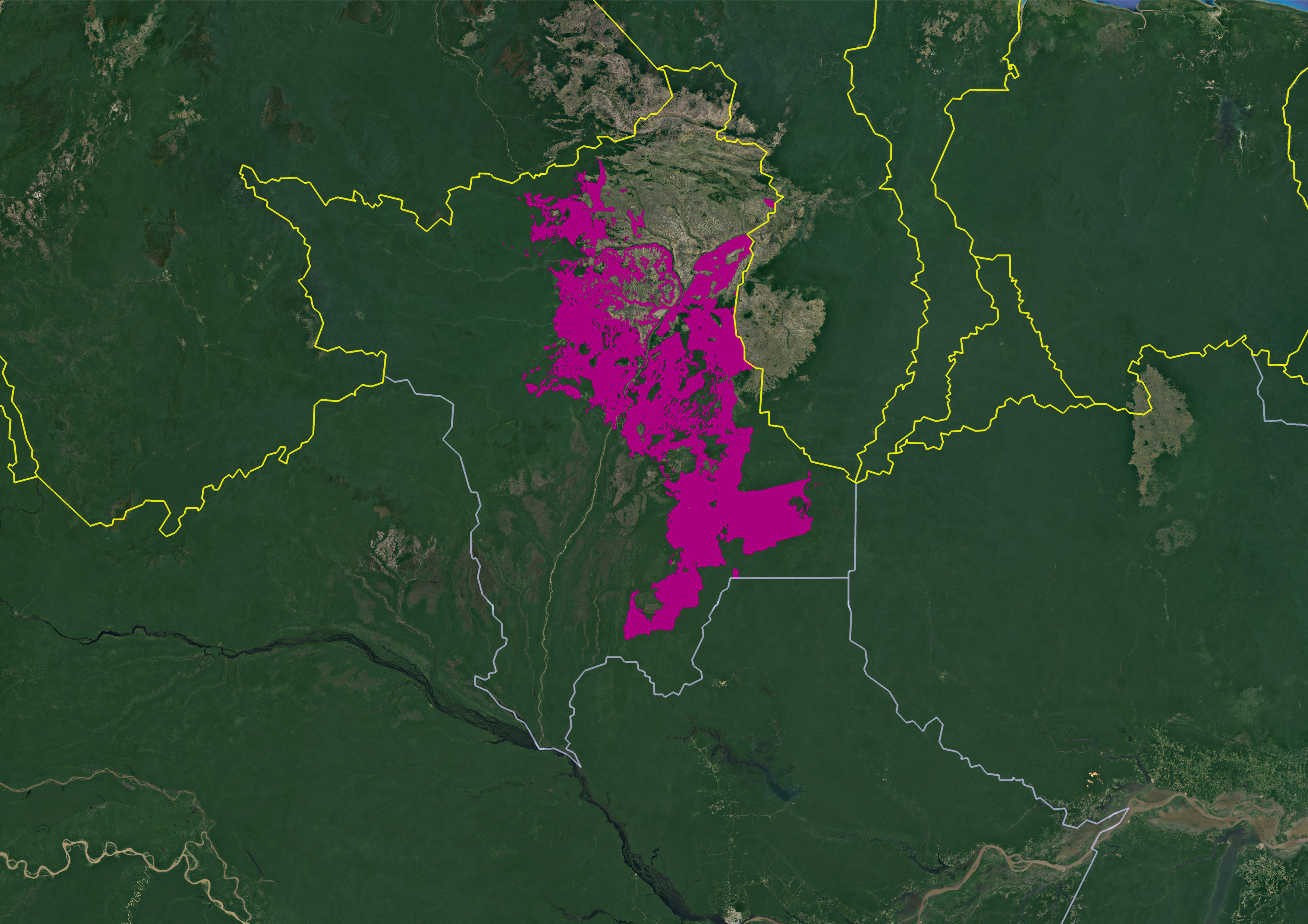
Subzona 1.1 ZEE-RR

A região se destaca pela sua diversificada produção rural, com ênfase nos cultivos de lavouras, pecuária, aquicultura, piscicultura, manejo florestal madeireiro e, quando viável, atividades de mineração nas áreas consolidadas. Em relação às áreas de reserva florestal obrigatória, é recomendado adotar práticas de manejo e exploração sustentável dos recursos florestais, tanto de produtos madeireiros como não madeireiros, especialmente nas áreas de floresta Ombrófila.

### Subzona 1.2

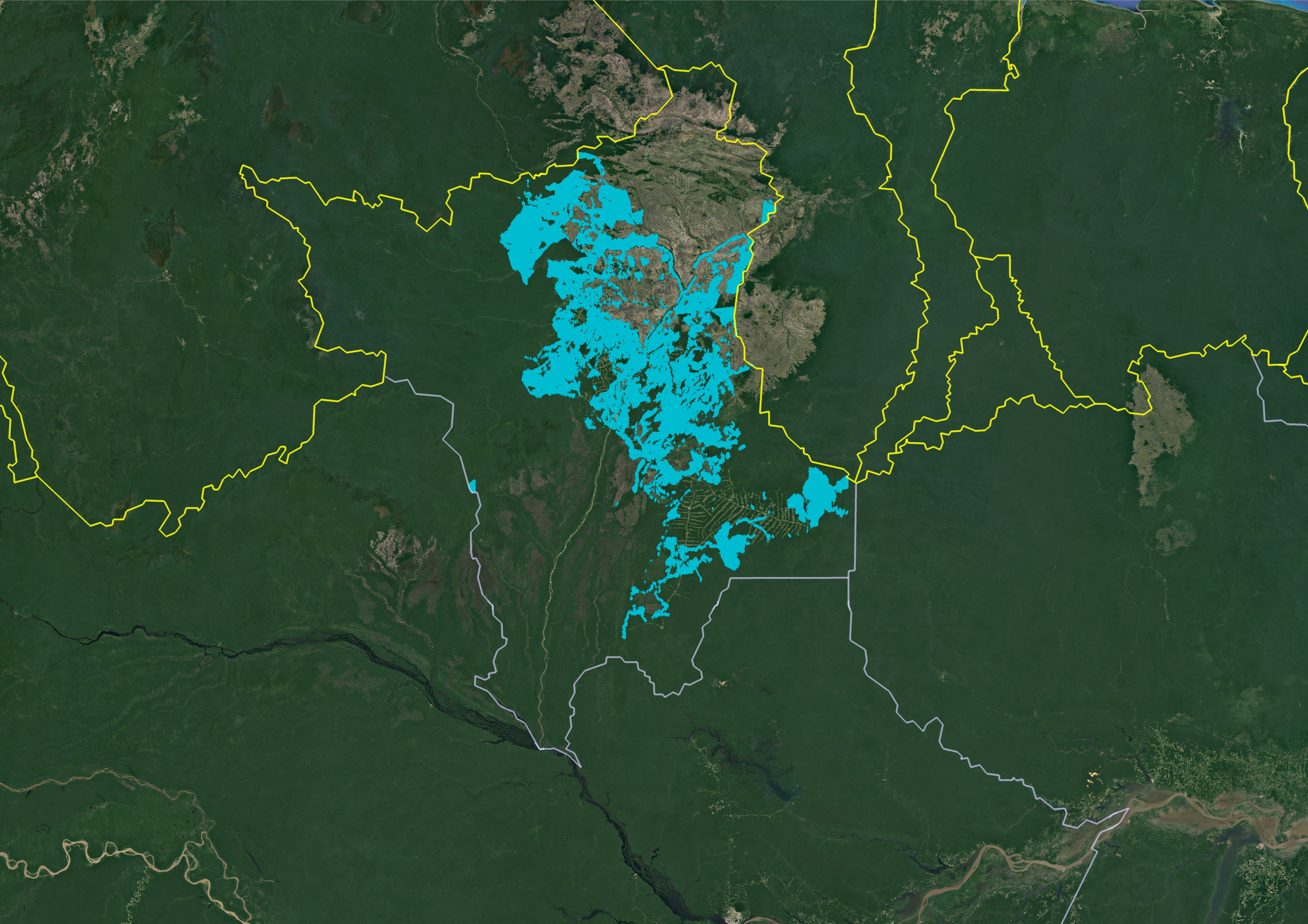
Subzona 1.2 ZEE-RR

Predominante em áreas de Florestas Ombrófilas Densas, principalmente no sudeste e centro-oeste do Estado, indica um potencial para o aproveitamento de produtos florestais em áreas de reserva legal. Recomenda-se como diretriz para unidades de manejo pecuário o uso de pastagens plantadas manejadas. Em áreas com alto índice de degradação, é recomendada a adoção de sistemas de cultivo agroflorestal, com ênfase na produção de frutas, a fim de promover processos de recuperação, especialmente em áreas de reserva legal e áreas de preservação permanente.

### Subzona 1.3

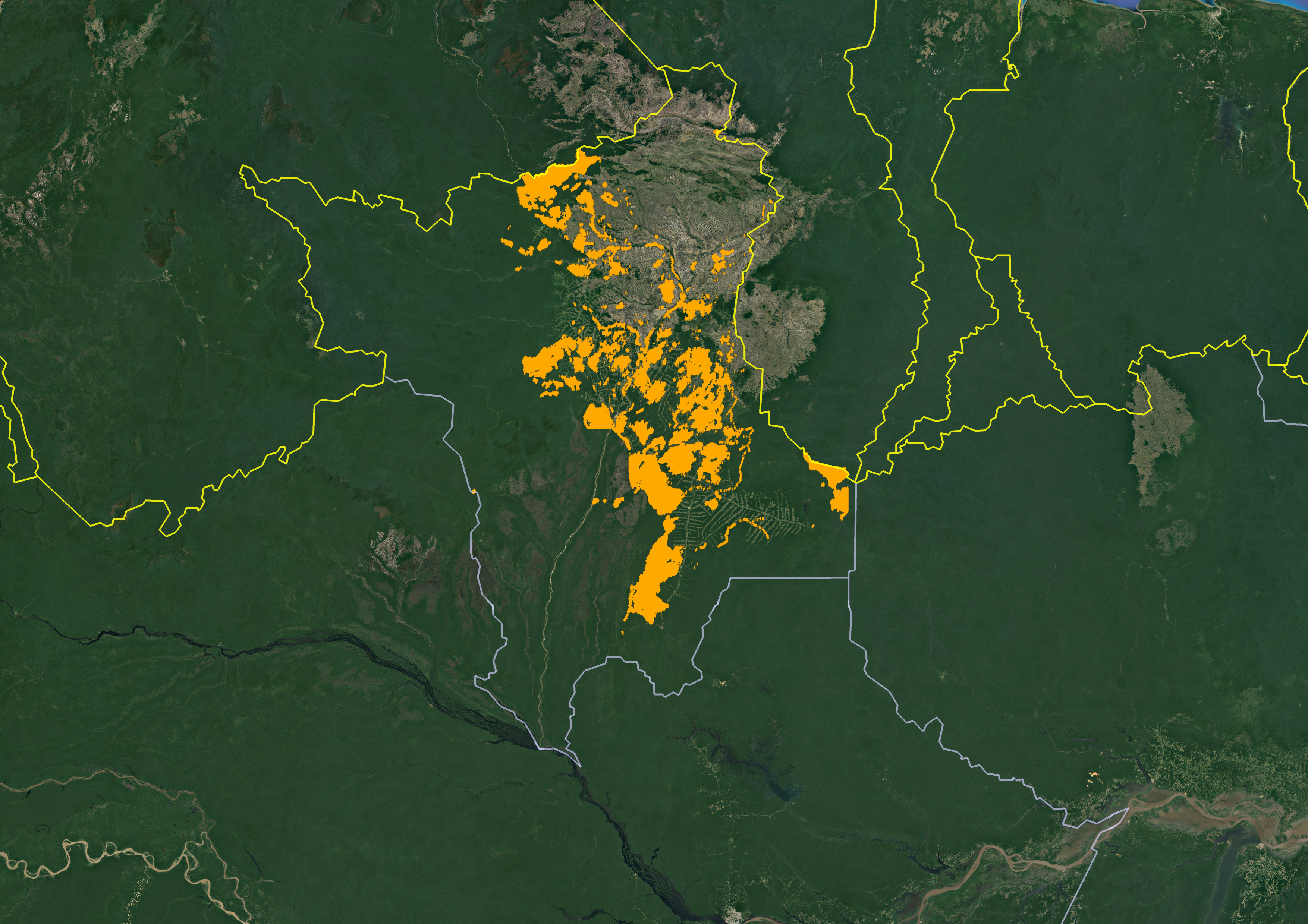
Subzona 1.2 ZEE-RR

Existem predominantemente terrenos de alta vulnerabilidade ambiental, com extensas áreas apresentando vulnerabilidade moderada a alta. Essas terras possuem uma aptidão baixa a moderada, o que as torna adequadas para pastagens plantadas ou investimentos de grande porte em mecanização. Além disso, há fragmentos de florestas e cerrado dispersos em meio às áreas de pastagem cultivada. O potencial para o extrativismo destaca a importância de estudar unidades de manejo adequadas para cada região específica, levando em consideração os diferentes domínios de macrozonas, que variam desde áreas aluviais até campinaranas, com menor percentual de florestas ombrófilas e estacionais.

## Zona de Uso Especial (ZUE)

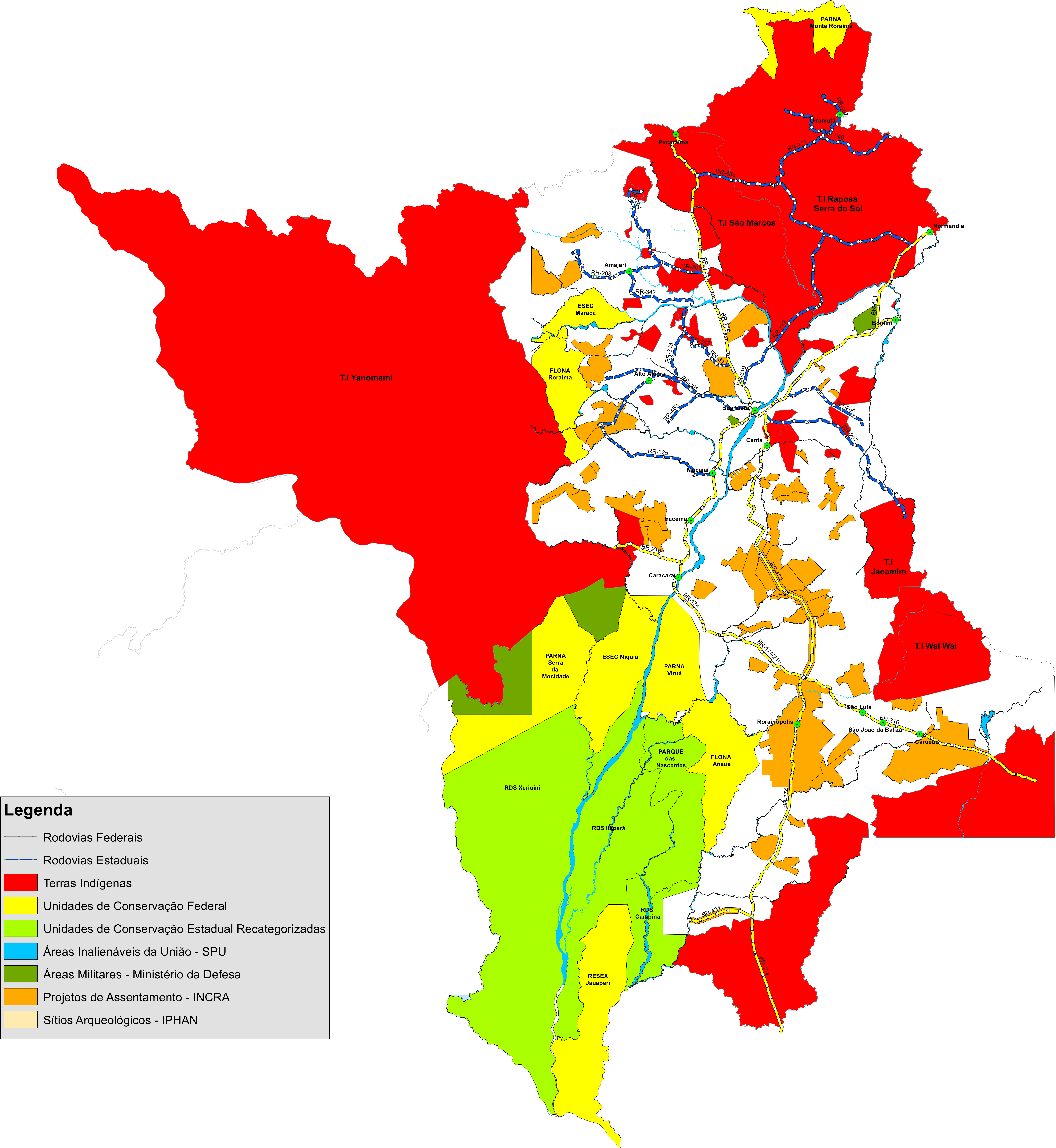
Área de Uso Especial ZEE-RR

A Zona de Uso Especial (ZUE), abrange áreas cuja função principal é a conservação e preservação dos recursos naturais, a proteção dos direitos dos povos indígenas e o uso específico pelas forças armadas. Essas áreas desempenham um papel fundamental na salvaguarda dos serviços ecossistêmicos e estão distribuídas em todas as macrozonas do Estado, englobando diferentes tipos de domínios morfoestruturais, vegetações e climas.
No que diz respeito às áreas federais, incluem-se as Terras Indígenas, que são administradas pela Fundação Nacional do Índio (FUNAI); as Unidades de Conservação Ambiental, que são administradas pelo Instituto Chico Mendes de Conservação da Biodiversidade (ICMBio); e as Áreas Militares, que são administradas pelo Ministério da Defesa. O planejamento territorial dessas áreas é definido pelas políticas estabelecidas pelo Governo Federal, seguindo os PGTAs (Plano de Gestão Territorial e Ambiental de Terras Indígenas) para as terras indígenas e os Planos de Manejo das Unidades de Conservação.

### Subzona 2.1 -terras indígenas
Essas áreas são de grande importância, uma vez que as populações indígenas possuem necessidades socioeconômicas distintas entre si. É necessário analisar o uso do solo em cada Terra Indígena juntamente com as lideranças de cada povo. É importante destacar que cada Terra Indígena deve ser utilizada de acordo com os interesses e objetivos específicos dos povos indígenas, levando em consideração a sua situação atual. Cada terra indígena enfrenta contextos diferentes, expressando interesses próprios e necessidades específicas.
Em Roraima, existem 32 terras indígenas, que são áreas demarcadas para a preservação e o uso sustentável pelos povos indígenas.
| Terra Indígena      | Área (ha)    | Decreto                     |
| ------------------- | ------------ | --------------------------- |
| Araçá               | 50.018,30    | Decreto 86.934 - 18/02/1982 |
| Anta                | 3.173,82     | Decreto 376 - 26/12/1991    |
| Aningal             | 7.627,04     | Decreto 86.933 - 18/02/1982 |
| Anaro               | 30.473,95    | Decreto s.n. - 22/12/2009   |
| Ananás              | 1.769,42     | Decreto 86.920 - 17/02/1982 |
| Bom Jesus           | 859,127      | Decreto 257 - 30/10/1991    |
| Barata/Livramento   | 12.883,27    | Decreto s/n - 11/12/2001    |
| Boqueirão           | 16.354,08    | Decreto s/n - 06/06/2003    |
| Cajueiro            | 4.303,85     | Decreto 86.932 - 18/02/1982 |
| Canauanim           | 11.182,44    | Decreto s/n - 16/02/1996    |
| Jabuti              | 14.210,70    | Decreto s/n - 16/02/1996    |
| Jacamim             | 193.493,57   | Decreto s/n. - 13/10/2005   |
| Malacacheta         | 28.631,83    | Decreto s/n - 08/01/1996    |
| Mangueira           | 4.063,74     | Decreto 86.923 - 17/02/1982 |
| Manoá/Pium          | 43.336,73    | Decreto 86.924 - 17/02/1982 |
| Moskow              | 14.213,00    | Decreto s.n. - 30/05/2003   |
| Muriru              | 5.555,94     | Decreto s/n - 23/06/2003    |
| Ouro                | 13.572,97    | Decreto 86.931 - 18/02/1982 |
| Pium                | 4.607,61     | Decreto 271 - 30/10/1991    |
| Ponta da Serra      | 15.597,06    | Decreto 86.935 - 18/02/1982 |
| Raimundão           | 4.276,81     | Decreto s/n - 03/11/1997    |
| Raposa Serra do Sol | 1.747.464,64 | Decreto 10.495 - 15/04/2005 |
| Santa Inez          | 29.698,05    | Decreto 86.922 - 17/02/1982 |
| São Marcos          | 654.110,10   | Decreto 312 - 30/10/1991    |
| Serra da Moça       | 11.626,79    | Decreto 258 - 30/10/1991    |
| Sucuba              | 5.983,03     | Decreto 86.921 - 17/02/1982 |
| Tabalascada         | 13.014,74    | Decreto s.n. - 20/04/2005   |
| Trombetas/Mapuera   | 558.356,43   | Decreto s.n. - 21/12/2009   |
| Truaru              | 5.652,84     | Decreto 387 - 26/12/1991    |
| Wai Wai             | 405.698,01   | Decreto s/n - 23/06/2003    |
| Waimiri-Atroari     | 666.698,87   | Decreto 97.837 - 16/06/1989 |
| Yanomami Roraima    | 5.790.042,79 | Decreto 780 - 25/05/1992    |

### Subzona 2.2 -unidades de conservação de proteção integral
As áreas de proteção integral têm como objetivo principal preservar a natureza, permitindo apenas o uso indireto dos recursos naturais e aplicando regras restritivas. Elas visam preservar a biodiversidade, fomentar pesquisas científicas, conscientizar sobre o meio ambiente, integrar-se à sociedade e salvaguardar os bancos genéticos de fauna e flora.

### Subzona 2.3 -unidades de conservação de uso sustentável
Nesta categoria estão incluídas áreas que foram demarcadas com o objetivo de equilibrar a conservação ambiental com a utilização sustentável de recursos, com especial atenção para a justiça social. A principal diretriz dessa categoria é garantir que os processos de regularização fundiária sejam planejados em conjunto com as comunidades, de modo a evitar que famílias sejam excluídas das atividades planejadas para a gestão da área, especialmente aquelas relacionadas ao turismo comunitário, agroecologia e outras práticas de baixo impacto. Essas atividades devem estar devidamente previstas nos planos de manejo das áreas que fazem parte dessa categoria.

### Subzona 2.4 -áreas militares
Composta por terras sob o domínio do Exército, o objetivo principal é garantir uma governança ambiental adequada para atividades, obras e empreendimentos militares relacionados ao treinamento tático das tropas. O Ministério da Defesa é responsável pela gestão e utilização dessas áreas, que não são destinadas a fins produtivos. No entanto, devido à gestão realizada pelas forças de defesa, é possível afirmar que elas contribuem para a conservação dos recursos naturais e serviços ecossistêmicos.

### Subzona - 2.5 -áreas inalienáveis da Secretaria do Patrimônio da União (SPU)
As áreas inalienáveis em Roraima são aquelas que não se enquadram nos terrenos de marinha. Essas áreas são consideradas dominiais e podem ser destinadas a particulares, mas são chamadas de inalienáveis porque a União não pode vendê-las, doá-las ou trocá-las, devido à sua posse plena ou propriedade integral do bem. Em outras palavras, essas áreas não podem ser transferidas para particulares, apenas é permitido o reconhecimento do direito de utilização.

## Zona de Áreas Urbanas e Periurbanas (ZU)
Zona Urbana e Periurbana é uma área específica dentro do ZEE-RR (Zoneamento Ecológico-Econômico de Roraima), que engloba as áreas urbanas consolidadas. Essa zona é reservada para a implementação de ações conjuntas entre o governo municipal e estadual, que serão detalhadas em escalas maiores de ordenamento territorial.
A ZU consiste nas áreas urbanas dos municípios do Estado. Seu objetivo principal é regular o uso do espaço urbano considerando os aspectos relacionados às atividades humanas, como construções e desenvolvimento urbano. No entanto, também é levado em consideração a preservação dos serviços ambientais e a organização socioeconômica e administrativa do Estado. 

## Unidades de Conservação Federal
Atualmente o Estado de Roraima possui nove unidades de Conservação Federal.

### Estações Ecológicas (ESECs)
- Estação Ecológica de Maracá
- Estação Ecológica de Caracaraí
- Estação Ecológica de Niquiá

### Parques Nacionais (PARNAs)
- Parque Nacional do Monte Roraima
- Parque Nacional da Serra da Mocidade
- Parque Nacional do Viruá

### Unidades de Conservação Florestais (FLONAs)
- Floresta Nacional de Roraima
- Floresta Nacional de Anauá

### Reserva Extrativista (RESEX)
- Reserva Extrativista Baixo Rio Branco Jauaperi

## Unidades de Conservação Estaduais
O Estado de Roraima Possui quatro unidades de Conservação 

### Parque Estadual
- Parque Estadual das Nascentes

### Reserva de Desenvolvimento Sustentável
- Reserva de Desenvolvimento Sustentável Itapará-Boiaçu
- Reserva de Desenvolvimento Sustentável Campina
- Reserva de Desenvolvimento Sustentável Xeriuini